# Annina Haab
Annina Haab (* 1991 in Wädenswil) ist eine Schweizer Schriftstellerin und Übersetzerin.

## Biografie
Annina Haab studierte literarisches Schreiben am Literaturinstitut in Biel sowie im transdisziplinären Master-Programm MA Contemporary Arts Practice an der Hochschule der Künste Bern. 2017 war sie Stipendiatin der «Autorenwerkstatt Prosa» am Literarischen Colloquium Berlin. 2019 war sie Finalistin am OpenMike sowie dem Wortmeldungen-Förderpreis. Sie schreibt vorrangig Prosa und dramatische Texte, Kurztexte erschienen in Zeitschriften und Anthologien. 2021 erschien ihr erster Roman, Bei den großen Vögeln, für den sie vom Deutschen Literaturfonds mit dem Kranichsteiner Literaturförderpreis ausgezeichnet wurde. 2022 war Annina Haab Stipendiatin des Atelier Mondial in der Cité Internationale des Arts Paris und 2023 am Literarischen Kolloquium Berlin. Annina Haab übersetzt Texte aus dem Französischen.

## Werke

### Buchveröffentlichung
- Bei den großen Vögeln. Berlin Verlag, Berlin 2021, ISBN 978-3-82701427-6.

### Beiträge in Sammelwerken
- undungen. In: Verführung zur Weitsicht. Der gesunde Menschenverstand, Luzern 2024, ISBN 978-3-03853986-5.
- Ein Name, eine Annahme. In: Das Narr. #33, 2021, ISBN 9783907274064
- Dass das Wiederkommen nicht geht. In: entwürfe. Nr. 85, Jahrgang 27, 2018, ISBN 978-3-90608268-4

### Übersetzungen
- Marina Skalova; Erinnerst du die Sätze. In: Scène 24, Neue französischsprachige Theaterstücke. Herausgegeben von Leyla-Claire Rabih und Frank Weigand. Theater der Zeit, Berlin 2024, ISBN 978-3-95749526-6.

## Auszeichnungen
- 2024: Förderbeitrag des Deutschen Übersetzerfonds, für die Übersetzung von Erinnerst du die Sätze
- 2023: Werkbeitrag des Fachausschuss Literatur beider Basel, für den ganzen Weg zu Fuss
- 2021: Kranichsteiner Literaturförderpreis des Deutschen Literaturfonds, für Bei den großen Vögeln
- 2017: Stipendium der Autorenwerkstatt Prosa am Literarischen Colloquium Berlin[4]
- 2016: Werkbeitrag der Kulturkommission des Kantons Zürich, für daheim zuhaus